# Estadio de la FAF
El Estadio de la FAF, también conocido como Nuevo Estadio de Encamp, es un estadio de fútbol localizado en Encamp, Andorra. Fue inaugurado el 25 de mayo de 2025 y desde esa fecha funge como el principal recinto futbolístico del principado, ocupando el sitio que anteriormente desempeñaba el Estadio Nacional. El campo de la FAF cuenta con una capacidad para albergar a 5600 espectadores.

## Historia
En diciembre de 2022 la Federación Andorrana de Fútbol inició la construcción de un nuevo campo de fútbol en Encamp, esto debido a los problemas de uso compartido del Estadi Nacional con los equipos locales de rugby y el Futbol Club Andorra de la Segunda División española. Además de que el recinto localizado en el centro de Andorra la Vieja tiene una capacidad de espectadores limitada y con pocas posibilidades para su crecimiento. Para la construcción del nuevo estadio se eligió un terreno en el que anteriormente se encontraba un campamento.
El estadio fue inaugurado el 25 de mayo de 2025 con el partido final de la Copa Constitució 2025 que enfrentó al Inter Club d'Escaldes con el Atlètic Club d'Escaldes. En ese juego Raúl Feher anotó el primer gol en la historia del estadio. Las obras tuvieron un costo total de €15.000.000.
En junio de 2025 el estadio albergó los dos partidos que el Futbol Club Andorra disputó en la Promoción de ascenso a Segunda División de España 2025 ante Ibiza y Ponferradina, esto porque el Estadio Nacional estaba ocupado por la celebración de los Juegos de los Pequeños Estados de Europa. La FAF invitó al equipo a trasladarse a este nuevo recinto, sin embargo, el club se mostraba reticente a hacerlo debido a sus intenciones de mantenerse en la capital o buscar la construcción de su propio campo en otra parte del principado.
Desde su inauguración el estadio se convirtió en la sede oficial para los partidos de las selecciones absoluta y juveniles de Andorra, además, a partir de la temporada 2025-26 la Primera División de Andorra celebrará un partido por semana en este campo. El recinto también será la sede de las finales de copa y supercopa nacional.
El 30 de mayo de 2025 se celebró el primer partido internacional de una selección de fútbol andorrana, cuando el combinado femenino del principado recibió a la selección de Georgia en el marco de la Liga de Naciones femenina de la UEFA 2025. El encuentro finalizó con victoria de la selección georgiana por 1-2, Tinatin Ambalia marcó el primer gol internacional en la historia del campo.
El 10 de julio de 2025 el estadio albergó su primer partido en una competición europea de clubes cuando el Atlètic Club d'Escaldes recibió al F91 Dudelange en la primera eliminatoria de la Liga Conferencia de la UEFA 2025-26. Este recinto fue nombrado como la sede de los partidos que los equipos andorranos jueguen en las competiciones europeas como la Liga de Campeones y la Liga Conferencia, completando la sustitución del Estadio Nacional como escenario principal del fútbol andorrano.
Luego de un acuerdo entre la Federación Andorrana de Fútbol, el gobierno nacional y el propio club el 26 de julio de 2025 el Fútbol Club Andorra aceptó establecerse en el estadio de Encamp ante las pocas posibilidades para tener una plena operación en su antigua casa en la capital, por lo que a partir de la temporada 2025-26 el campo de la FAF albergará partidos de la categoría de plata del fútbol español. Con este acuerdo el club también consiguió el derecho de utilizar este estadio como sede para algunos entrenamientos del equipo.